# Julie Parisien
Julie Madelein Josephine Parisien (Montreal, Canadá, 2 de agosto de 1971) es una deportista estadounidense que compitió en esquí alpino.

## Trayectoria
Ganó una medalla de plata en el Campeonato Mundial de Esquí Alpino de 1993, en la prueba de eslalon. En la Copa del Mundo consiguió tres victorias y cuatro podios en total.
Participó en tres Juegos Olímpicos de Invierno, entre los años 1992 y 1998, ocupando en Albertville 1992 el cuarto lugar en el eslalon y el quinto en el eslalon gigante.
En 2006 fue admitida en el Salón de la Fama de U.S. Ski & Snowboard.
Estudió Enfermería en la Universidad de Maine del Sur, y trabajó en un hospital de la localidad de Kalispell (Montana) en la sección de gastroenterología. Además, fue embajadora del Jiminy Peak Ski Resort en las montañas Berkshire de Massachusetts.

## Palmarés internacional
| Campeonato Mundial | Campeonato Mundial | Campeonato Mundial | Campeonato Mundial |
| Año                | Lugar              | Medalla            | Prueba             |
| ------------------ | ------------------ | ------------------ | ------------------ |
| 1993               | Morioka (Japón)    | Medalla de plata   | Eslalon            |